# Karma Kagyü

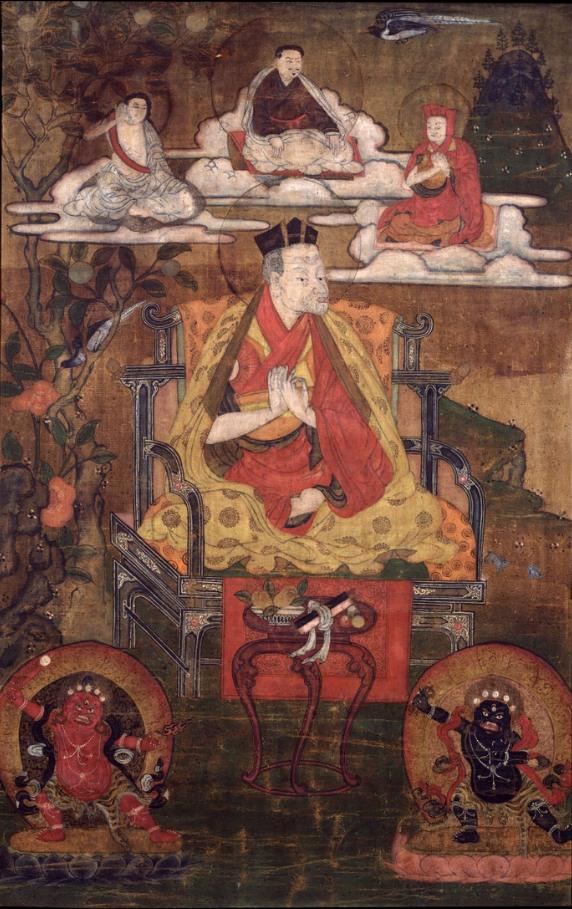
Dus gsum mkhyen pa (དུས་གསུམ་མཁྱེན་པ། Düsum Khyenpa, 1110–1193) fondatore e primo rgyal dbang kar ma pa (རྒྱལ་དབང་ཀར་མ་པ), della tradizione Karma Kagyü in un dipinto su cotone del XVIII secolo. Da notare il caratteristico copricapo di colore nero (in tibetano: ཞྭ་ནག, zhwa nag) indossato dal karmapa che ne individua il ruolo.

Con l'espressione tibetana Kar ma Bka’ brgyud  (ཀརྨ་བཀའ་བརྒྱུད, Karma Kagyü) si indica in quella lingua una sottoscuola della tradizione Kagyü, questa fondata in Tibet, secondo la tradizione, dal traduttore e maestro tibetano Mar pa Chos kyi blo gros (མར་པ་ཆོས་ཀྱི་བློ་གྲོས, Marpa Chökyi Lodrö, 1012–1097).
Discepolo di Mar pa Chos kyi blo gros fu il celeberrimo Mi la ras pa (མི་ལ་རས་པ Milarepa, 1028/1240–1111/1123), di cui conserviamo la biografia, il Mi la ras pa’i rnam thar (མི་ལ་རས་པའི་རྣམ་ཐར, Milarepa Namtar; "Vita di Milarepa"), composta nel XV secolo da un altro mistico, Gtsang smyon He ru ka (གཙང་སྨྱོན་ཧེ་རུ་ཀ་, Tsangnyön Heruka, 1452–1507), unitamente al Mi la’i mgur ’bum (མི་ལའི་མགུར་འབུམ, Mile Gurbum; "Centomila canti di Milarepa") che raccoglie una edizione dei suoi componimenti poetico-mistici sul genere dei dohā dei mahāsiddha dell'India.
Nella tradizione di questo insieme di scuole dette Bka’ brgyud (བཀའ་བརྒྱུད "Trasmissione dell'insegnamento orale [del Buddha]"), il lignaggio comune indica queste cinque prime personalità: il buddha Vajradhara, Tilopa, Nāropa, Mar pa Chos kyi blo gros, e  Mi la ras pa.
Discepolo di Mi la ras pa fu un altro noto mistico, sGam po pa Bsod nams rin chen ( སྒམ་པོ་པ་བསོད་ནམས་རིན་ཆེན་, Gampopa Sönam Rinchen, 1079-1053), autore del Thar pa rin po che'i rgyan (ཐར་པ་རིན་པོ་ཆེའི་རྒྱན, Tarpa rinpoche gyen, "Prezioso ornamento della Liberazione"), un importante trattato di genere "gradualista" che illustra il percorso lungo le sei pāramitā proprie del buddismo Mahāyāna.
Con sGam po pa Bsod nams i bka’ brgyud pa subiscono una prima divisione: eredi del lignaggio di questi è la corrente principale detta dwags po bka’ brgyud  (དྭགས་པོ་བཀའ་བརྒྱུད Dakpo Kagyü), mentre l'altra, minoritaria, è detta shangs pa bka’ brgyud (ཤངས་པ་བཀའ་བརྒྱུད, Shangpa Kagyü).
I discepoli di sGam po pa Bsod nams, quindi afferenti alla dwags po bka’ brgyud, avviarono  un sistema di lignaggi/scuole dette in tibetano bka’ brgyud che bzhi chung brgyad (བཀའ་བརྒྱུད་ཆེ་བཞི་ཆུང་བརྒྱད།, "Quattro maggiori e otto minori").
Tra le "quattro maggiori [scuole] bka’ brgyud"  vi è per l'appunto la sottoscuola karma bka' brgyud, fondata dall'allievo di Sgam po pa Bsod nams rin chen, Dus gsum mkhyen pa (དུས་གསུམ་མཁྱེན་པ། Düsum Khyenpa, 1110–1193) primo Karmapa (ཀར་མ་པ, o meglio རྒྱལ་དབང་ཀར་མ་པ, rgyal dbang kar ma pa) di questa tradizione.
Questa scuola è detta, impropriamente, nelle designazioni occidentali e cinesi (黑帽) come quella dei "berretti neri". Tale confusione fu determinata nel XIX secolo per via della tiara di colore nero indossata dai suoi rgyal dbang kar ma pa, colore a significare «la totalità di tutte le attività del Buddha» (ཕྲིན་ལས, phrin las; sanscrito: karman).
La suddivisione delle scuole del buddismo tibetano in berretti gialli, rossi e neri, diffusa in alcune letterature occidentali e cinesi, non conserva, peraltro, alcuna corrispondenza nella tradizione tibetana.
A questa sottoscuola viene attribuita la prima elaborazione della dottrina detta in tibetano sprul sku (སྤྲུལ་སྐུ, termine che intende essere la resa del sanscrito nirmāṇakāya, trülku, spesso adattato nella letteratura in lingua anglosassone con il termine tulku) ovvero della incarnazione dei propri bla ma nella successione alla guida dell'ordine monastico.